# David Levy Yulee
David Levy Yulee (eredeti nevén David Levy) (Charlotte Amalie, 1810. június 12. – New York, 1886. október 10.) amerikai politikus, szenátor (Florida, 1845 – 1851 és 1855 – 1861). A Whig Párt és a Demokrata Párt tagja. Az első zsidó amerikai szenátor.

## Pályafutása
Jogot tanult a floridai St. Augustine-ban, majd 1836-ban szakvizsgát tett és ugyanitt ügyvédként dolgozott. Ekkor Florida még nem volt az Egyesült Államok tagállama, csupán külbirtoka, és Levy 1841. március 4-től 1845. március 3-ig ennek a külbirtoknak a képviselője volt a washingtoni Kongresszusban. Amikor Florida csatlakozott az Egyesült Államokhoz, Levyt szenátorrá választották. Mandátuma 1845. július 1-től 1851. március 3-ig tartott. Sikertelenül indult az újraválasztásért.
1846-ban David Levy Yuleera változtatta a nevét. 1855 januárjában ismét szenátorrá választották, és 1855. március 4-től 1861. január 21-ig képviselte államát a Szenátusban. Mandátuma Florida kiválásával és a Konföderációhoz való csatlakozásával szűnt meg. A Konföderáció támogatásáért bebörtönözték 1865-ben.
1853-tól 1866-ig a Florida Railroad Company elnöke volt, és a Peninsular Railroad Company, Tropical Florida Railway Company, valamint a Fernandina and Jacksonville Railroad Company nevű vasúttársaságokat is vezette, emiatt a floridai vasutak atyjának is nevezték.
1880-ban Washingtonba költözött. Itt is temették el.